# Minicomputer
En minicomputer, tidligere især kaldet minidatamat, er betegnelsen på en computer, der i fysisk størrelse og ydeevne ligger imellem de store mainframes og de små pc'er. En minicomputer kan typisk forbindes med et mindre antal terminaler ( evt. i form af pc'er med en terminalemulator) og er beregnet til brug på mindre kontorer og i mindre virksomheder. Der er ikke nogen præcis definition på en minicomputer, og begrebet anvendes sjældent i dag. I stedet benyttes typisk en eller flere servere og et antal klient-pc'er. Under den identiske betegnelse midrange computer findes i dag maskiner som IBM's iSeries.  